# Holly Hill, South Carolina
Holly Hill är en ort i Orangeburg County i delstaten South Carolina, USA.